# مساعد بن أحمد السديري
الأمير مساعد بن أحمد بن محمد السديري وهو أحد أبناء الأمير أحمد بن محمد بن أحمد السديري ولد في محافظة الغاط عام 1339هـ، 1918م؛ ويأتي ترتيبه الخامس، من بين أبناء أحمد السديري. نشأ في كنف والده ينهل منه المعارف والقيم وما يتسنى له من التعليم في ذلك الوقت المبكر توفي والده عام 1354هـ وهو في أول شبابه، فعرف المسئولية يافعاُ هو خال الملك فهد بن عبد العزيز آل سعود وأشقاؤه. عُيّن أميراً لمنطقة جازان عام 1367هـ ثم أميراً لمنطقة تبوك عام 1376هـ ثم سفيراً مفوضا فوق العادة في اليمن وبعد تقاعده ساهم في العديد من الأعمال الخيرية والاجتماعية.

## مناصبه الحكومية
- أمير منطقة جازان عام 1367هـ - 1372هـ.
- أمير منطقة تبوك في عام 1384هـ إلي صيف عام 1392هـ.
- سفير المملكة العربية السعودية لدى اليمن عام 1392هـ إلي عام 1396هـ.

## وفاته
توفي ونعاه الديوان الملكي صباح يوم الإثنين 25 صفر 1426 هـ الموافق 4 أبريل 2005 بمستشفى القوات المسلحة بالرياض عن عمر يناهز 88 عامًا، ودفن في مدينة الغاط حسب وصيته.

## زوجاته
- موضي بنت صالح الجميل. والدة الأميرة نورة.
- لولوة بنت صالح الجميل. والدة الأمير أحمد.
- وريدة المساعد. والدة الأمير ناصر، عبد الله، وهيلة.
- الأميرة دليل بنت عبد الله بن تركي السديري. والدة الأمير خالد، تركي، عبد العزيز، صخر، منيرة، موضي، وأميمة.
- الأميرة شرف بنت عبد الوهاب أبوملحة. والدة الأمير طارق، حصة، نوف، هيفاء، مها، الأميرة مي، نجود، أسماء، الأميرة خلود، وجيهان.
- فاطمة بنت علي الحكمي ابنة شيخ بني حكم والدة الأمير فيصل.
- غرة بنت عبد الكريم بن علي الرمان. والدة الأميرة هيا.
- صيتة الملحم. والدة الأمير منصور.

## أبنائه
- الأمير اللواء أحمد بن مساعد بن أحمد السديري (توفي عام 1991). كان متزوج من الأميرة شيخة بنت تركي بن أحمد السديري وله من البنات هيفاء، ومتزوج من هيفاء بنت عبد العزيز آل الشيخ وله من الأبناء لولوة(متزوجة من الأمير فيصل بن سلمان بن عبدالعزيز آل سعود)، لاما، الأميرة موضي (متزوجة من الأمير نواف بن فيصل بن فهد بن عبد العزيز آل سعود)، عبد العزيز، وغادة.
- الأمير ناصر بن مساعد بن أحمد السديري. متزوج من الأميرة نورة بنت أحمد السديري وله من الأبناء معتز، ممدوح، ميساء، معتصم، ومجد.
- الأمير خالد بن مساعد بن أحمد السديري (توفي في يناير 2011).[3]
- الأمير عبد الله بن مساعد بن أحمد السديري (توفي عام 2006). متزوج من الأميرة إلهام بنت ناصر السديري وله من الأبناء مشهور، أحمد، نوف، فيصل، وعبد العزيز.
- الأمير اللواء متقاعد فيصل بن مساعد بن أحمد السديري. متزوج من الأميرة لطيفة بنت ناصر بن سعد السديري وله من الأبناء نورة، سلطانة، سلطان، عبد الرحمن، هلا، بسمة، ومجد.
- الأمير اللواء الدكتور تركي بن مساعد بن أحمد السديري (توفي في أبريل 2010).[4] متزوج من الأميرة علياء بنت محمد بن أحمد السديري وله من الأبناء لمياء، مي، مشعل، وعبد الله.
- الأمير طارق بن مساعد بن أحمد السديري. متزوج من الأميرة أمل بنت محمد بن أحمد السديري وله من الأبناء العنود، دانة، محمد، عبير، ومشاعل.
- الأمير منصور بن مساعد بن أحمد السديري. متزوج من لينا الحريري وله من الأبناء أسرار، لولوة، الهنوف، وأحمد.
- الأمير عبد العزيز بن مساعد بن أحمد السديري. متزوج من الأميرة ريما بنت ناصر السديري وله من الأبناء خالد، خلود، سارة، موضي، دليل، ومنيرة.
- الأمير صخر بن مساعد بن أحمد السديري. متزوج من الأميرة أمل بنت بندر بن أحمد السديري وله من الأبناء مساعد، أحمد، بندر، عبد العزيز، هيا، وفيصل.

## بناته
- الأميرة نورة بنت مساعد بن أحمد السديري (توفيت في 27 يوليو 2020).[5] متزوجة من الأمير عبد الله بن ناصر بن عبد العزيز آل سعود ولها من الأبناء الأمير فيصل، والأمير خالد.
- الأميرة هيلة بنت مساعد بن أحمد السديري.متوفاه 17\6\2020 ٢٥شوال١٤٤١هجري متزوجة من الأمير سليمان بن تركي بن سليمان السديري ولها من الأبناء نايف، فهد، فيصل، سلطان، وتركي.
- الأميرة منيرة بنت مساعد بن أحمد السديري. متزوجة من الأمير فيصل بن عبد الرحمن بن أحمد السديري ولها من الأبناء عبير، ماجد، لطيفة، نايف، سلطان، سارة، ونوف.
- الأميرة حصة بنت مساعد بن أحمد السديري. متزوجة من الأمير سلطان بن عبد الرحمن بن أحمد السديري ولها من الأبناء مها، مرام، أحمد، محمد، مشاعل، وعبير.
- الأميرة نوف بنت مساعد بن أحمد السديري. متزوجة من الأمير عبد الله بن محمد بن أحمد السديري ولها من الأبناء شروق، نواف، محمد، عبد العزيز، فهد، والجوهرة.
- الأميرة موضي بنت مساعد بن أحمد السديري. متزوجة من الأمير مساعد بن نايف بن مساعد السديري ولها من الأبناء أمل، جود، ديما، الهنوف، نايف، وزياد.
- الأميرة هيفاء بنت مساعد بن أحمد السديري. متزوجة من الأمير محمد بن خالد بن أحمد السديري ولها من الأبناء نواف، نوف، نورة، وسارة.
- الأميرة مها بنت مساعد بن أحمد السديري. متزوجة من الأمير متعب بن خالد بن أحمد السديري ولها من الأبناء سلمان، خالد، فواز، وريما.
- الأميرة هيا بنت مساعد بن أحمد السديري. متزوجة من نهار العريعر ولها من الأبناء مي، عريعر، ماجد، وسلمان.
- الأميرة مي بنت مساعد بن أحمد السديري. متزوجة من الأمير مصعب بن سعود بن عبد العزيز آل سعود ولها من الأبناء الأمير سعود، الأمير فيصل، الأمير نواف، الأمير سلمان، الأميرة مرام، والأميرة ريما.
- الأميرة أسماء بنت مساعد بن أحمد السديري. متزوجة من فهد صالح الغنام ولها من البنات نوف، وريم.
- الأميرة أميمة بنت مساعد بن أحمد السديري. متزوجة من الأمير محمد بن سليمان بن تركي السديري ولها من الأبناء دارة، فيصل، مشاري، سليمان، ورامة.
- الأميرة جيهان بنت مساعد بن أحمد السديري. متزوجة من الأمير أحمد بن تركي بن أحمد السديري ولها من الأبناء سارة، سلطان، سلمان، فيصل، عبد الرحمن، وخالد.
- الأميرة الدكتورة نجود بنت مساعد بن أحمد السديري. متزوجة من الأمير وليد بن نايف بن مساعد السديري ولها من الأبناء زياد، مها، ونهى.
- الأميرة خلود بنت مساعد بن أحمد السديري. متزوجة من الأمير عبد العزيز بن أحمد بن عبد العزيز آل سعود ولها من الأبناء الأميرة مها، والأمير تركي.